# Crocodile 2: Death Swamp
Crocodile 2: Death Swamp è un film statunitense del 2002 diretto da Gary Jones.
Il film, prodotto come direct-to-video, è il sequel di Crocodile (2000).